# KT Андромеды
KT Андромеды (лат. KT Andromedae) — одиночная переменная звезда в созвездии Андромеды. Хотя фотометрические наблюдения звезды производились ещё в 1920-х/1930-х годах, переменность звезды обнаружена Р. Вебером лишь в 1962 году. Он занёс её в каталог под именем Wr 118 и отнёс к типу I или SR.
Согласно современным представлениям, KT Андромеды — красная пульсирующая полуправильная переменная звезда (SR:) спектрального класса M5. Эффективная температура — около 3 297 K. Удалена от Солнца на расстояние приблизительно 2 742 световых года (около 841 парсека). Видимая звёздная величина звезды — от +11,9m до +11,2m.